# Мукасей, Майкл
Майкл Бернард Мукасей, в английской транскрипции Мьюкейзи /mjuːˈkeɪzi/ (англ. Michael Bernard Mukasey; род. 28 июля 1941, Нью-Йорк) — американский юрист и государственный деятель, Генеральный прокурор США (2007—2009).

## Биография
Родился 28 июля 1941 года в Бронксе (Нью-Йорк), в 1959 году окончил иешиву в Нью-Йорке, в 1963 году — Колумбийский университет, в 1967 году получил юридическое образование в Йельском университете. С 1967 по 1972 год имел частную юридическую практику в Нью-Йорке, затем получил должность помощника федерального прокурора на Манхэттене. В 1976 году вернулся к адвокатской практике (на сей раз в фирме Patterson Belknap Webb & Tyler), куда годом позже устроился будущий мэр Нью-Йорка Рудольф Джулиани, с которым они познакомились ещё по работе в прокуратуре.
27 июля 1987 года президент Рейган предложил кандидатуру Мукасея на должность федерального судьи в Южном округе Нью-Йорка, 6 ноября 1987 года Сенат утвердил его, 9 ноября он вступил в должность и занимал её до сентября 2006 года, когда ушёл в отставку. В 2000—2006 годах являлся главным судьёй округа. Будучи федеральным судьёй в Нью-Йорке, Мукасей вёл несколько важных процессов, в том числе в 1996 году вынес обвинительный приговор Омару Абделю Рахману (по делу о взрыве 26 февраля 1993 года в нью-йоркском Всемирном торговом центре), а в 2003 году вёл предварительные судебные слушания по делу Хосе Падилья (впоследствии тот был осуждён за подготовку взрыва «грязной бомбы»). Ввиду особой опасности рассматриваемых дел Мукасей получил круглосуточную охрану службы маршалов США.
В 2007 году президент Буш предложил Сенату кандидатуру Мукасея на должность генерального прокурора США после ухода в отставку Альберто Гонсалеса в сентябре, и 8 ноября он был утверждён большинством 53 голоса против 40. Решение удалось принять только после долгих дискуссий, вызванных отношением кандидата к проблеме пытки водой — в ходе слушаний Мукасей назвал практику имитации утопления «отвратительной», но при этом заявил, что не уверен, можно ли считать её пыткой. 9 ноября он принёс присягу и вступил в должность. Ещё в ходе обсуждения кандидатуры Мукасея официальные представители Белого дома заявили, что в случае утверждения Сенатом в своей новой должности он должен будет воздерживаться от участия в делах, касающихся его старого друга и кандидата в президенты США Рудольфа Джулиани, а также их общего знакомого, бывшего комиссара полиции Нью-Йорка времён мэра Джулиани, Бернарда Керика, который в тот период находился под следствием по подозрению в коррупции. В феврале 2009 года, после вступления в должность президента Обамы, новым генеральным прокурором был назначен Эрик Холдер
. 
В 2014 году Мукасей опубликовал статью, в которой критиковал обещание президента Обамы закрыть тюрьму в Гуантанамо и обосновывал необходимость её сохранения как одной из наиболее эффективных мер сдерживания международного терроризма.

## Семья
Бывший переводчик суда Южного округа Нью-Йорка Валерий Щукин, работавший с Майклом Мукасеем (русскоязычный район Брайтон-Бич входил в юрисдикцию этого суда), утверждает, что отец Мукасея родился в Российской империи в местечке под Барановичами на территории нынешней Белоруссии и впоследствии эмигрировал в США. В 1974 году Майкл Мукасей женился на Сьюзан Бернсток, у супругов есть дочь Джессика Мукасей-Баркофф и сын Сьюзан от первого брака Марк Сарофф-Мукасей.